# Inschriften griechischer Städte aus Kleinasien
Inschriften griechischer Städte aus Kleinasien (IK) – epigraficzna seria wydawnicza poświęcona polis leżącym na terytorium Azji Mniejszej. IK wydawane jest w Bonn, od 1979 roku. Projekt zapoczątkowali badacze pod przewodnictwem Reinholda Merkelbacha. Każdy tom poświęcony jest innemu małozjatyckiemu miastu, w przypadku większej liczby zachowanych inskrypcji na polis przypadają dwa tomy. Cytowanie poszczególnych tomów serii odbywa się poprzez podanie nazwy polis po „I”. Ambicją twórców IK, jest pokrycie publikacjami (wraz z serią Tituli Asiae Minoris) wszystkich greckich miast regionu.